# Kodmin
Kodmin (ou Kumin) est une localité du Cameroun située dans le département du Koupé-Manengouba et la Région du Sud-Ouest, dans les monts Bakossi. Elle fait partie de l'arrondissement de Tombel. 

## Biodiversité
De nombreuses espèces végétales, endémiques ou rares, y ont été observées, telles que Begonia duncan-thomasii, Cyathula fernando-poensis, Hypolytrum pseudomapanioides, Hypolytrum subcompositus , Impatiens letouzeyi, Impatiens frithii, Newtonia duncanthomasii, Phyllanthus nyale.
Plusieurs espèces d'oiseaux y sont également signalées, telles que Malaconotus gladiator ou Ploceus bannermani, ainsi qu'un amphibien, Leptodactylodon wildi.